# Fuji-klass
Fuji-klass var en klass av pre-dreadnought-slagskepp som tillhörde den  kejserliga japanska flottan. Klassen bestod av Fuji som sjösattes den 31 mars 1896 och Yashima som sjösattes den 28 februari samma år. Fartygen byggdes av firmorna Armstrong Whitworth och Thames Ironworks i Storbritannien. De var Japans första egentliga slagskepp och deltog båda i Rysk–japanska kriget (1904–1905). Under striderna vid Port Arthur (Lüshunkou) gick Yashima på en rysk sjömina och sjönk. Fuji omklassificerades till pansarskepp 1910 och kom senare att användas som skolfartyg. Hon skrotades först 1948.

## Utformning

### Skrov
Fartygen var 125,6 meter långa, 22,5 meter breda och hade ett djupgående på 8 meter. Fartygen hade vardera ett standarddeplacement på 12 426 ton och ett maximalt deplacement på 12 734 ton. Sidopansaret var 35,6-45,7 cm tjockt och pansardäcket hade en tjocklek på 6,4 cm. Pansarskyddet för barbetter och kanontorn var 12,7-35,6 respektive 15,2 cm tjockt. Pansaret på styrtornen hade en tjocklek på 35,6 cm.

### Maskineri
Maskineriet på Fuji-klassen bestod av tio ångpannor som genererade ånga med 10 898 kp till två fyrcylindriga trippelexpansions ångmaskiner. Den totala maskinstyrkan uppgick till 13 500 indikerade hästkrafter vilket gav en toppfart på 18,25 knop. Fartygen hade en kapacitet för totalt 1 620 ton kol. Slagskeppens besättning uppgick till sammanlagt 650 man.

### Bestyckning
Huvudartilleriet utgjordes av fyra 30,5 cm kanoner i två dubbeltorn och det sekundära artilleriet av tio 15,2 cm kanoner av vilka fyra stod i kasematter och resten stod på huvuddäck, skyddade av kanonsköldar. Den resterande bestyckningen bestod av tjugofyra 47 mm kanoner och fem 45 cm torpedtuber. En av dessa var en övervattenstub som var placerad i fören medan resten var spridda längs kölen med två tuber på varje sida.

## Historia

### Bakgrund
Vid 1800-talets mitt bestod den japanska flottan främst av mindre enheter som var inriktade till kustförsvar. Detta förändrades vid 1870-talets början då ångdrivna krigsfartyg började beställas från utländska varv. Trots utvecklingen hade Japan fortfarande inte möjlighet att bygga större pansarfartyg. Kapprustningen med Kina under tiden före kinesisk-japanska kriget resulterade dock i den japanska marinledningens beslut att anskaffa två pansrade tornfartyg som skulle beställas från europeiska varv.
Det uppstod dock problem för japanerna att bekosta slagskeppen. Förslaget om att anslå medel för byggandet av fartygen avslogs av det japanska parlamentet och premiärministern, Matsukata Masayoshi, tvingades att upplösa då sin ministär. Hans efterträdare Hirobumi Ito försökte även han att få motion godkänd utan resultat. De varaktiga debatterna ledde till att kejsar Meiji till slut erbjöd sig att personligen stå för kostnaderna genom nedskärningar inom hovet. Beslutet godkändes av parlamentet strax därefter.
Man beslöt sig för att lägga beställningarna hos de brittiska firmorna Armstrong Whitworth och Thames Ironworks. Eftersom Storbritannien hade världens då största flotta ansåg japanerna att brittiska varv skulle ge bäst resultat. De två firmorna skulle båda bygga varsitt av fartygen efter nära identiska ritningar.

### Konstruktion
Fuji kölsträcktes den 1 augusti 1894 vid Thames Ironworks varv i London och sjösattes den 31 mars 1898. Yashima kölsträcktes den 6 december 1894 vid Armstrong Whitworths varv i Elswick och sjösattes den 28 februari 1896. Efter att ha erhållit komplett utrustning avgick fartygen till Japan dit de nådde i februari 1898. 

### Tjänstgöring
Båda fartygen deltog i rysk-japanska kriget då de var anslutna till 1:a flottans 1:a slagskeppsdivision. Under striderna vid Port Arthur 1904 gick Yashima på två ryska sjöminor den 14 maj och sjönk under ett försök att bogsera henne i säkerhet. Fuji deltog senare i slagen vid Gula havet och Tshushima den 10 augusti 1904 respektive den 27-28 maj 1905 och låg i den sistnämnda drabbningen i täten av den japanska slaglinjen.
1910 omklassificerades hon som pansarskepp och hennes svåra artilleri utbyttes mot motsvarande pjäser av japanskt fabrikat. 1922 togs bestyckningen bort och hon omvandlades till skolfartyg. Fuji sänktes av amerikanskt flyg i Yokosukas hamn 1945 men bärgades och skrotades 1948.

## Bildgalleri

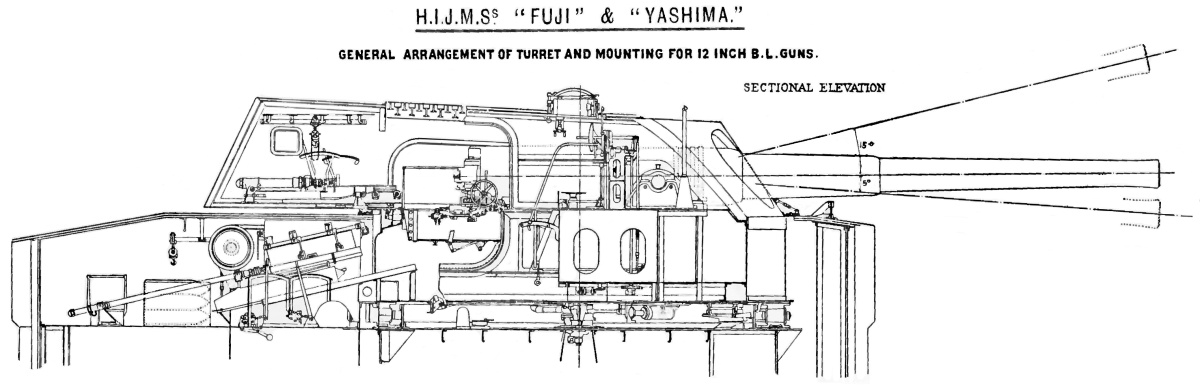
Ritning över Fuji-klassens 30,5 cm kanoner.
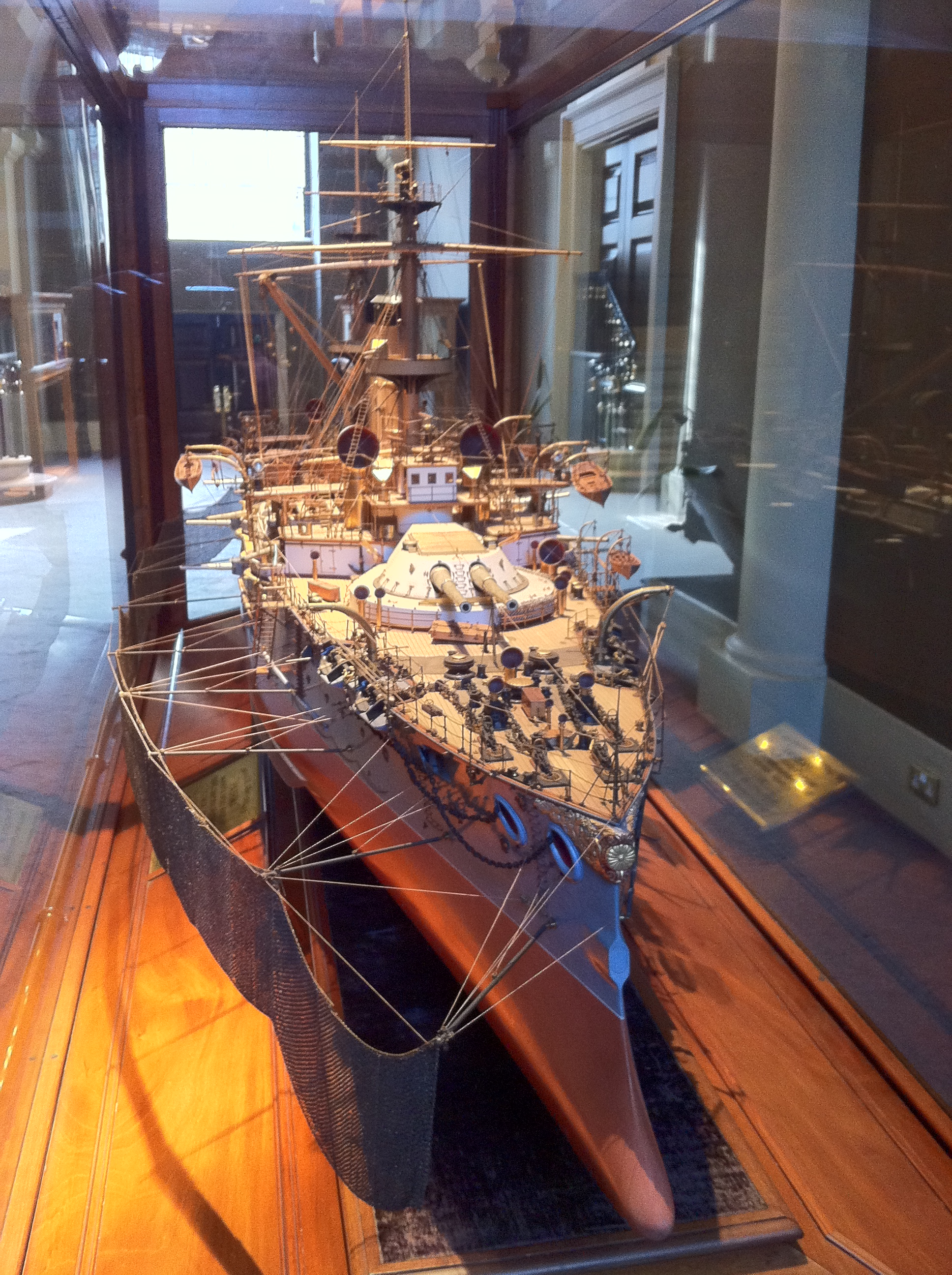
Modell av Yashima som finns utställd på National Maritime Museum i London.
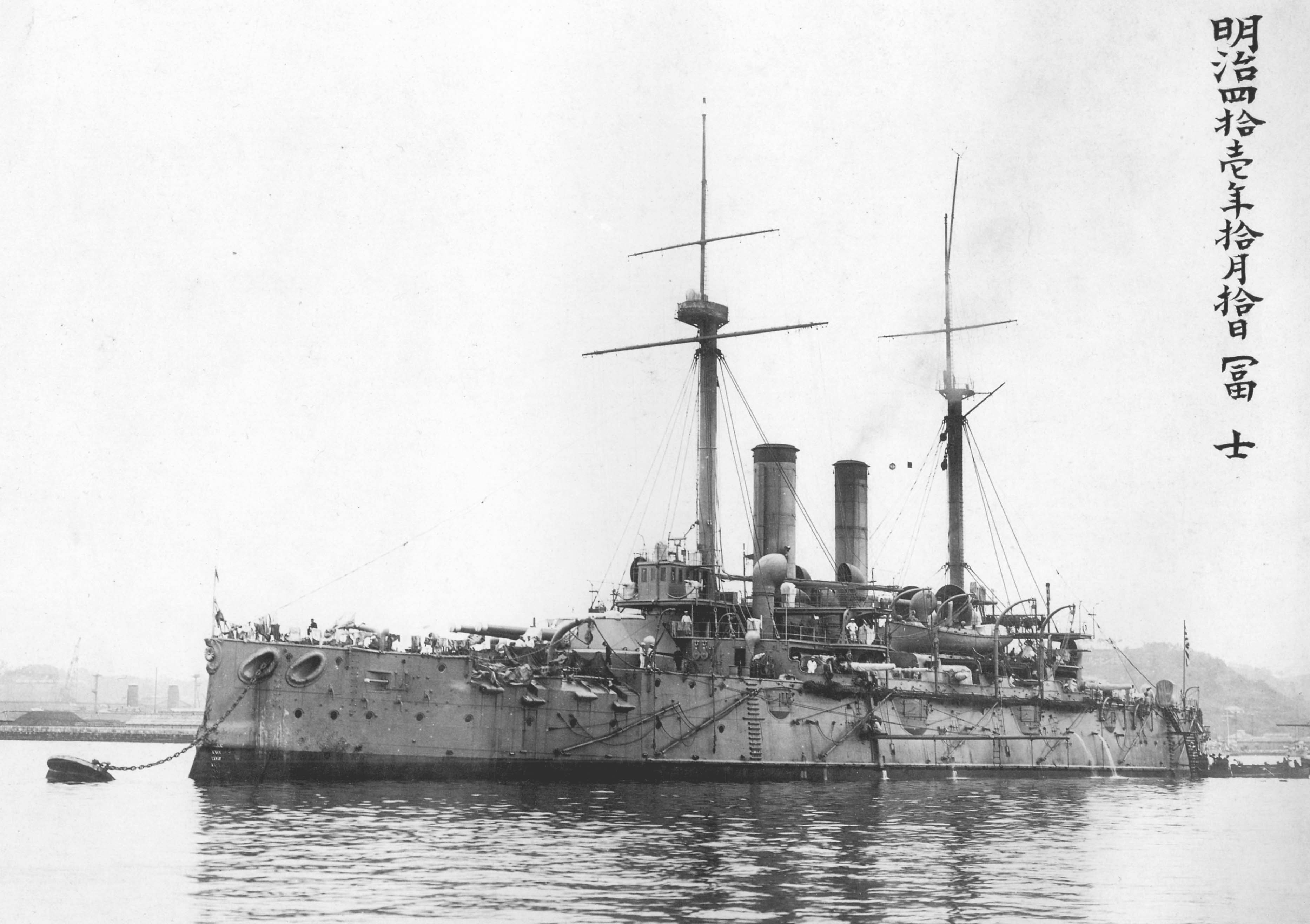
Fuji till ankars 1908.
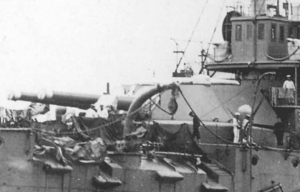
Det förliga svåra artilleriet ombord på Fuji.